# Artjom Mikojan

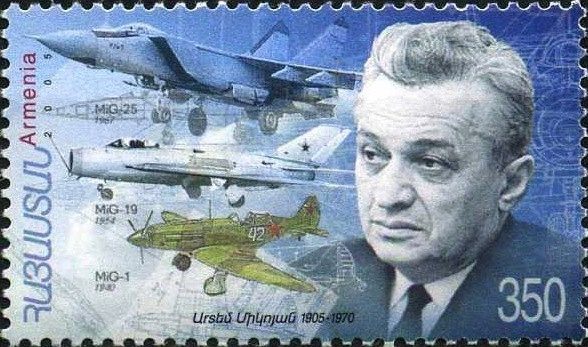
Postzegel van Armenië met beeltenis van Artjom Mikojan

Artjom Ivanovitsj Mikojan (Armeens: Արտյոմ Հովհաննեսի Միկոյան Artjom Hovhannesi Mikojan of Անուշավան Հովհաննեսի Միկոյան Anoesjavan Hovhannesi Mikojan; Russisch: Артём Ива́нович Микоя́н) (5 augustus (in de oude kalender was het 23 juli) 1905 — 9 december 1970) was een in Armenië geboren vliegtuigontwerper die in de toenmalige Sovjet-Unie gevechtsvliegtuigen ontwierp.

## MiG
Het door Artjom Mikojan en Michail Goerevitsj opgerichte ontwerpbureau, vroeger "Mikojan-Goerevitsj" geheten, ontwierp jachtvliegtuigen. Vaak wordt voor deze gevechtsvliegtuigen de afkorting MiG gebruikt, naar het Russische "Микоян и Гуревич" (Mikojan i Goerevitsj) wat simpelweg "Mikojan en Goerevitsj" betekent. Het bedrijf werd na Mikojans dood in 1970 hernoemd tot Mikojan en maakt nu samen met Iljoesjin, Irkoet, Soechoj, Tupolev, en Jakovlev deel uit van een nieuw bedrijf, Verenigde Vliegtuigbouwcorporatie (verenigd vliegtuigbedrijf).
De door Artjom Mikojan ontworpen gevechtsvliegtuigen werden behalve door de Sovjet-Unie en de landen van het Warschau-pact gebruikt door onder andere China, India, Noord-Korea, Noord-Vietnam, Egypte en Syrië. Zij hebben in diverse gewapende conflicten zoals de Koreaanse Oorlog een belangrijke rol gespeeld.

## Onderscheidingen en prijzen
Artjom Mikojan werd vaak gedecoreerd. Onder deze onderscheidingen waren: 
- Tweemaal de titel Held van de Socialistische Arbeid
- Zesmaal de Leninorde
- Eenmaal de Orde van de Rode Banier
- Eenmaal de Orde van de Patriottische Oorlog Ie Klasse (een kostbare gouden ster)
- Tweemaal de Orde van de Rode Ster
- Laureaat van de exclusieve Leninprijs (1962)
- Zesmaal de Stalinprijs (1941, 1947, 1948, 1949, 1952, 1953)